# 통에런

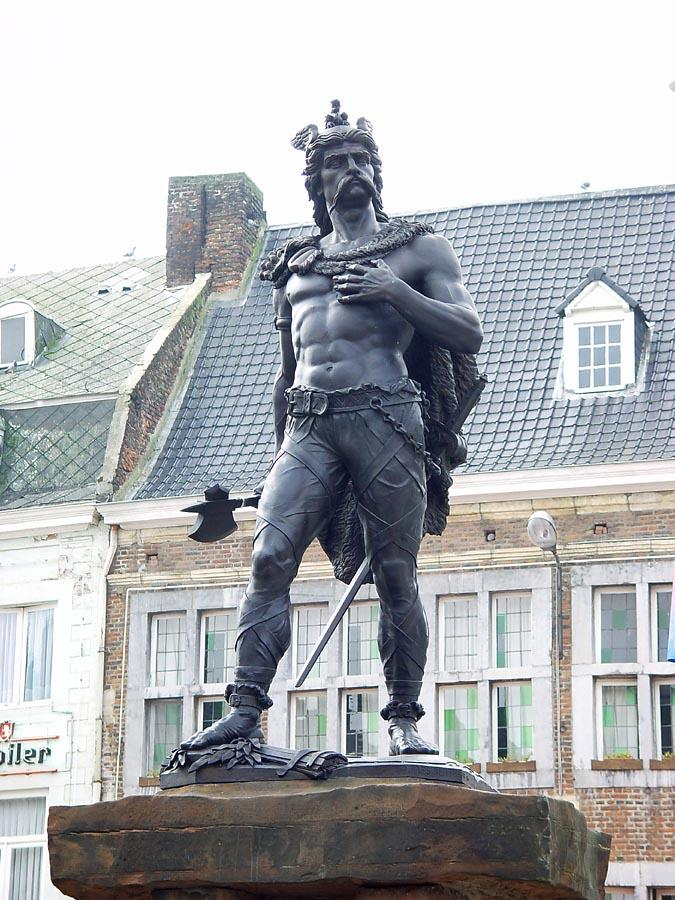
통에런의 암비오릭스 상

통에런(네덜란드어: Tongeren, 프랑스어: Tongres, 독일어: Tongern)은 벨기에 플란데런 지역 림뷔르흐주의 도시로 면적은 87.56km2, 인구는 30,720명(2016년 1월 1일 기준), 인구 밀도는 350명/km2이다. 고대 로마 시대에 요새가 설립된 이래 벨기에에서 가장 오랜 역사를 갖고 있는 도시이다.

시기
시 문장